# Prédio Abreu, Santos e Rocha

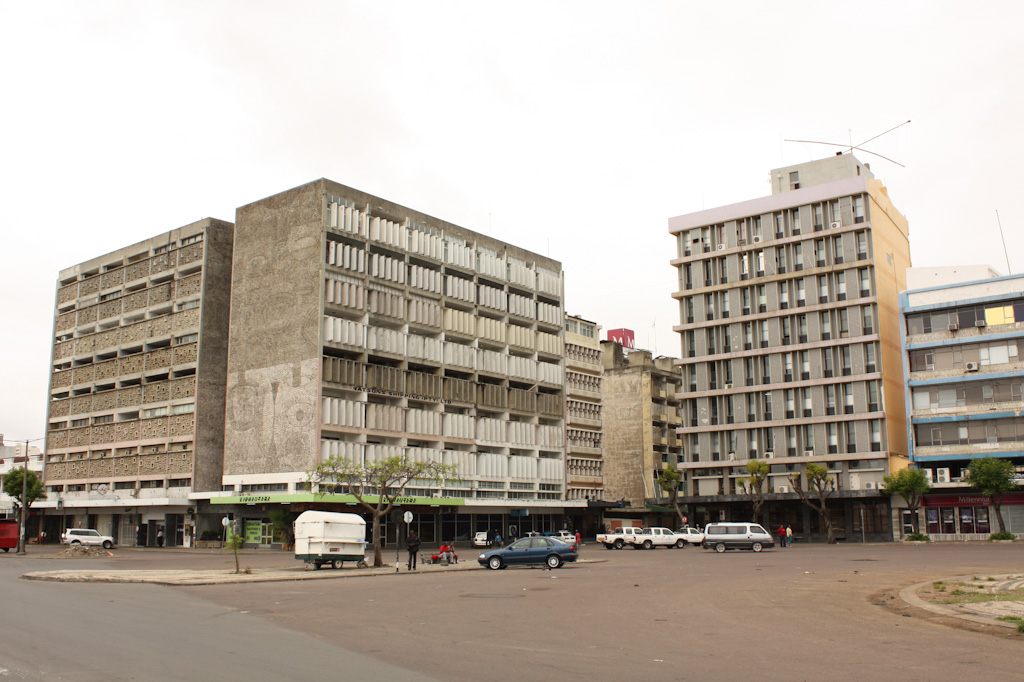
Der Platz „Praça dos Trabalhadores“ mit dem Prédio Abreu, Santos e Rocha (links) und dem Prédio Spence e Lemos (rechts)

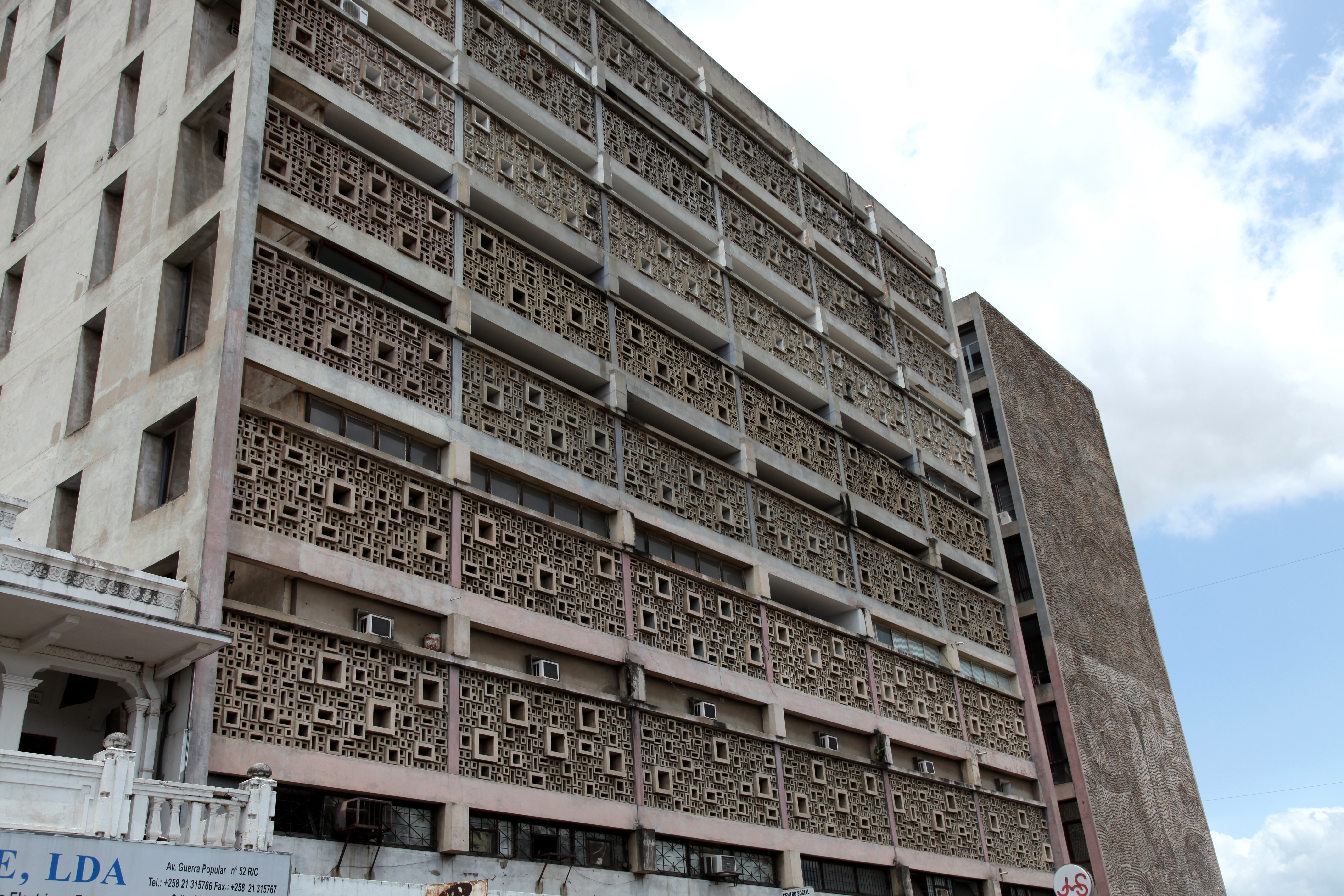
Nordwestfassade des Gebäudes (zur Avenida Guerra Popular)

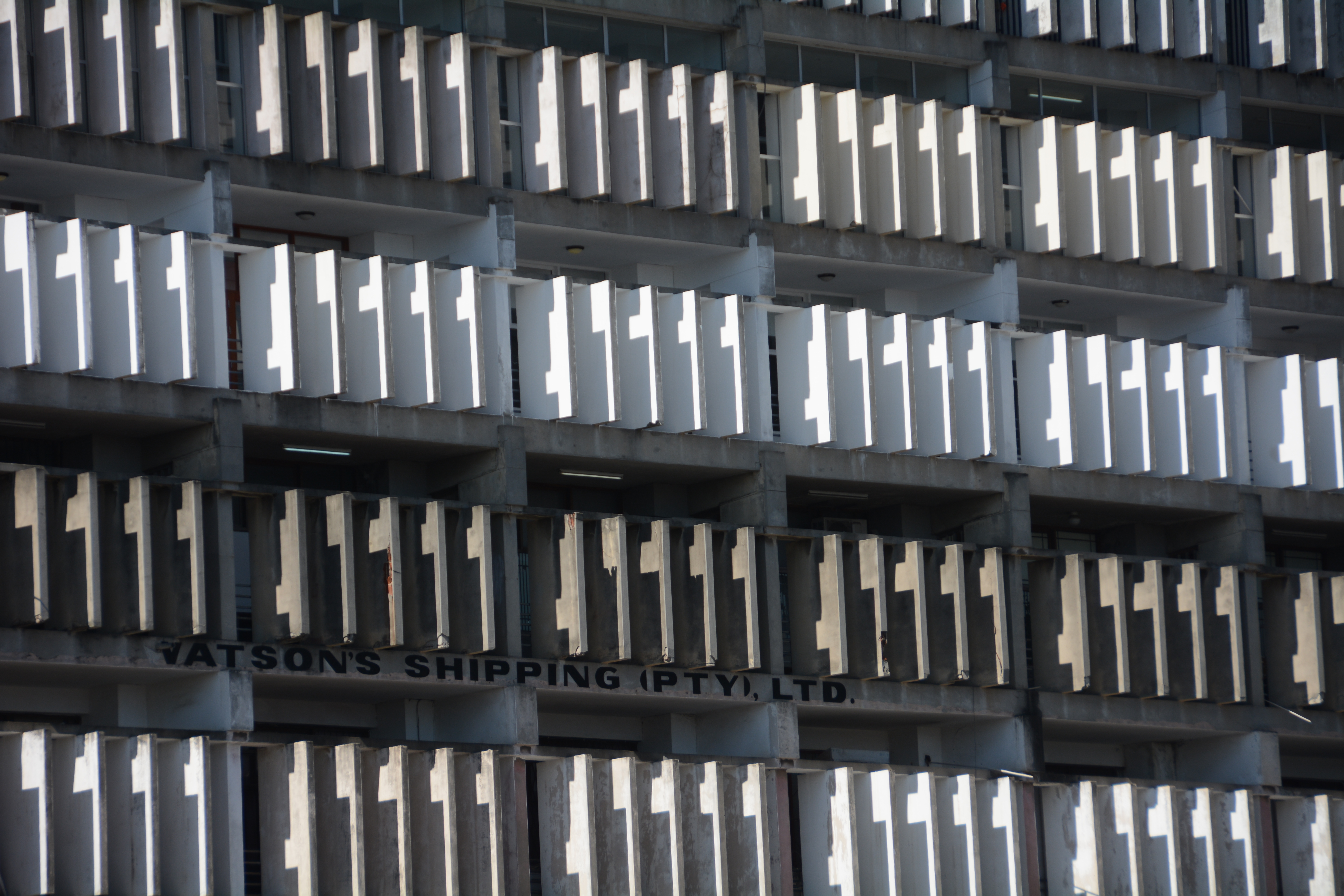
Südwestfassade zum Praça dos Trabalhadores

Das Prédio Abreu, Santos e Rocha, zu Deutsch „Gebäude Abreu, Santos und Rocha“, ist ein Bürohaus modernistischer Architektur in der mosambikanischen Hauptstadt Maputo. Das 1954–56 entworfene Gebäude befindet sich an der Straßenecke Avenida da Guerra Popular / Rua Consiglieri Pedro, bzw. am Platz Praça dos Trabalhadores.
Pancho Guedes entwarf das als Bürohaus bestimmte Gebäude 1953, anderen Quellen zufolge zwischen 1954 und 1956. Das siebenstöckige Gebäude hat die Form eines L, die eine Seite zeigt zur heutigen Avenida da Guerra Popular, die andere zur Rua Consiglieri Pedro. Besonders auffällig sind die drei vollkommen unterschiedlichen Fassaden: Zur Guerra Popular hin ein Wandrelief mit opaken und transluzenten Elementen; an der Ecke, zwischen beiden Gebäudeteilen, ein großes Wandmosaik aus Kieselsteinen mit traditionellen, afrikanischen Themen sowie zur Consiglieri Pedro hin eine Fassade mit zahlreichen vertikalen Sonnenschutzelementen.
In dem Gebäude sind heute Büros des staatlichen Ölunternehmens Petromoc untergebracht. 
In der portugiesischen Denkmaldatenbank Sistema de Informação para o Património Arquitectónico, die auch Werke ehemaliger portugiesischer Kolonien umfasst, ist es mit der Nummer 31688 eingetragen.